# Morro do Mirante
Morro do Mirante är en kulle i Brasilien.   Den ligger i kommunen Rio de Janeiro och delstaten Rio de Janeiro, i den sydöstra delen av landet, 900 km sydost om huvudstaden Brasília. Toppen på Morro do Mirante är 64 meter över havet, eller 52 meter över den omgivande terrängen. Bredden vid basen är 2,1 km.
Terrängen runt Morro do Mirante är huvudsakligen platt, men österut är den kuperad.Runt Morro do Mirante är det mycket tätbefolkat, med 5 021 invånare per kvadratkilometer.. Närmaste större samhälle är Cosmos, 7,4 km öster om Morro do Mirante. 
Runt Morro do Mirante är det i huvudsak tätbebyggt.